# 迪布羅瓦 (諾夫霍羅德-錫韋爾斯基區)
52°18′5″N 33°15′58″E / 52.30139°N 33.26611°E
迪布羅瓦（烏克蘭語：Діброва），是烏克蘭的村落，位於該國北部切爾尼戈夫州，由诺夫霍罗德-锡韦尔斯基区諾夫霍羅德-錫韋爾斯基市鎮負責管轄，始建於1700年，面積0.12平方公里，海拔高度145米，2001年人口10，人口密度每平方公里83.3人。